# Štefan Janšák
Štefan Janšák (ur. 14 września 1885 w Osuské, zm. 8 kwietnia 1972 w Bratysławie) – słowacki archeolog, historyk i pisarz.
Ogłosił 20 samodzielnych publikacji książkowych oraz 400 studiów naukowych.
Jego dorobek obejmuje publikacje z zakresu archeologii i dziejów Słowacji. Można wśród nich wymienić: Praveké sídliská s obsidiánovou industriou na východnom Slovensku (1935), Základy archeologických výskumov v teréne (1955), Lovci hlinených perál (1934), Staré osídlenie Slovenska (1938), Predveké Slovensko (1948), Brány do dávnoveku (1966).
W 1991 roku został pośmiertnie odznaczony Orderem Tomáša Garrigue Masaryka III klasy.